# Borisława Christowa
Borisława Christowa, bułg. Борислава Христова (ur. 12 lipca 1996 w Warnie) – bułgarska koszykarka występująca na pozycji niskiej skrzydłowej PolskiejStrefaInwestycji Enea Gorzów Wielkopolski.
21 czerwca 2020 została zawodniczką PolskiejStrefaInwestycji Enea Gorzów Wielkopolski.

## Osiągnięcia
Stan na 12 marca 2022, na podstawie, o ile nie zaznaczono inaczej.

### NCAA
- Zaliczona do I składu:
  - Pac-12 (2016, 2018, 2019, 2020)
  - najlepszych pierwszorocznych zawodniczek Pac-12 (2016)

### Indywidualne
- Zaliczona do I składu kolejki EBLK (14, 16, 17 – 2021/2022)[4][5][6]

### Reprezentacja

#### Młodzieżowe
Drużynowe
- Wicemistrzyni Europy U–16 (2012)
- Uczestniczka mistrzostw Europy dywizji B:
  - U–16 (2010 – 6. miejsce, 2011 – 4. miejsce, 2012)
  - U–18 (2012 – 5. miejsce, 2013 – 7. miejsce, 2014 – 7. miejsce)
  - U–20 (2013 – 5. miejsce, 2014 – 6. miejsce, 2015 – 7. miejsce, 2016 – 12. miejsce)

Indywidualne
- MVP mistrzostw Europy dywizji B:
  - U–16 (2011)[7]
  - U–18 (2014)[8]
- Zaliczona do I składu mistrzostw Europy dywizji B:
  - U–16 (2011)[7]
  - U–18 (2014)[8]
  - U–20 (2015)[9]
- Liderka strzelczyń Eurobasketu dywizji B:
  - U–20 (2015)[10]
  - U–18 (2013, 2014)[11][12]
  - U–16 (2011, 2012)[13][14]